# Eddington (filme)
Eddington é um futuro filme americano de humor negro, escrito e dirigido por Ari Aster e estrelado por Joaquin Phoenix, Pedro Pascal, Luke Grimes, Deirdre O'Connell, Micheal Ward, Austin Butler e Emma Stone.

## Sinopse
Em maio de 2020, um impasse entre um xerife (Phoenix) e um prefeito (Pascal) desencadeia em um caos para a população de Eddington, Novo México.

## Elenco
- Joaquin Phoenix como Joe Cross, xerife de Eddington
- Pedro Pascal como Ted Garcia, o prefeito da cidade que está concorrendo à reeleição
- Emma Stone como Louise Cross, esposa de Joe
- Austin Butler como Vernon Jefferson Peak
- Lucas Grimes
- Deirdre O'Connell
- Michael Ward
- Clifton Collins Jr.
- William Belleau
- Cameron Mann
- Matt Gomez Hidaka
- Amélie Hoeferle como Sarah
- Robyn Casper

## Produção
Ari Aster escreveu um roteiro para um contemporâneo filme de faroeste e chegou a cogitar fazê-lo como sua primeira direção. Ele tentou realizá-lo cinco anos antes de decidir fazer Hereditaruo e Midsommar. Enquanto promovia seu terceiro filme, Beau Tem Medo, Aster indicou que seu próximo filme provavelmente seria um faroeste que se passa durante a pandemia de COVID-19. Emma Stone e Christopher Abbott foram escalados para elencar o filme em janeiro de 2023, e Aster também planejou colaborar com Joaquin Phoenix novamente para o filme. Ambos estavam explorando locais de filmagem no Novo México em agosto de 2023. Em março de 2024, Phoenix, Stone, Austin Butler, Pedro Pascal, Luke Grimes, Deirdre O'Connell, Micheal Ward e Clifton Collins Jr. foram incluídos ao elenco, com Butler assumindo o papel de Abbott. O filme foi produzido pela Square Peg e pela A24, que também financiaram o filme com IPR. VC. As filmagens ocorreram de março a maio de 2024 em Albuquerque e Truth or Consequences, Novo México.
Em 9 de abril de 2025, foi anunciado que Bobby Krlic, que colaborou  anteriormente com Aster em Midsommar e Beau Is Afraid, se encarregaria de compor a trilha sonora do filme.

## Lançamento
Eddington está previsto para ser lançado nos cinemas dos Estados Unidos em 18 de julho de 2025. Em abril de 2025, foi anunciado que Eddington estrearia no Festival de Cinema de Cannes.